# Poison (группа)
Poison (рус. «Яд»; произносится — поиз(э)н) — американская глэм метал- и хард-рок-группа, образованная в 1983 году.
Наибольшего успеха и популярности группа достигла в конце 80-х, начале 90-х годов.

## История

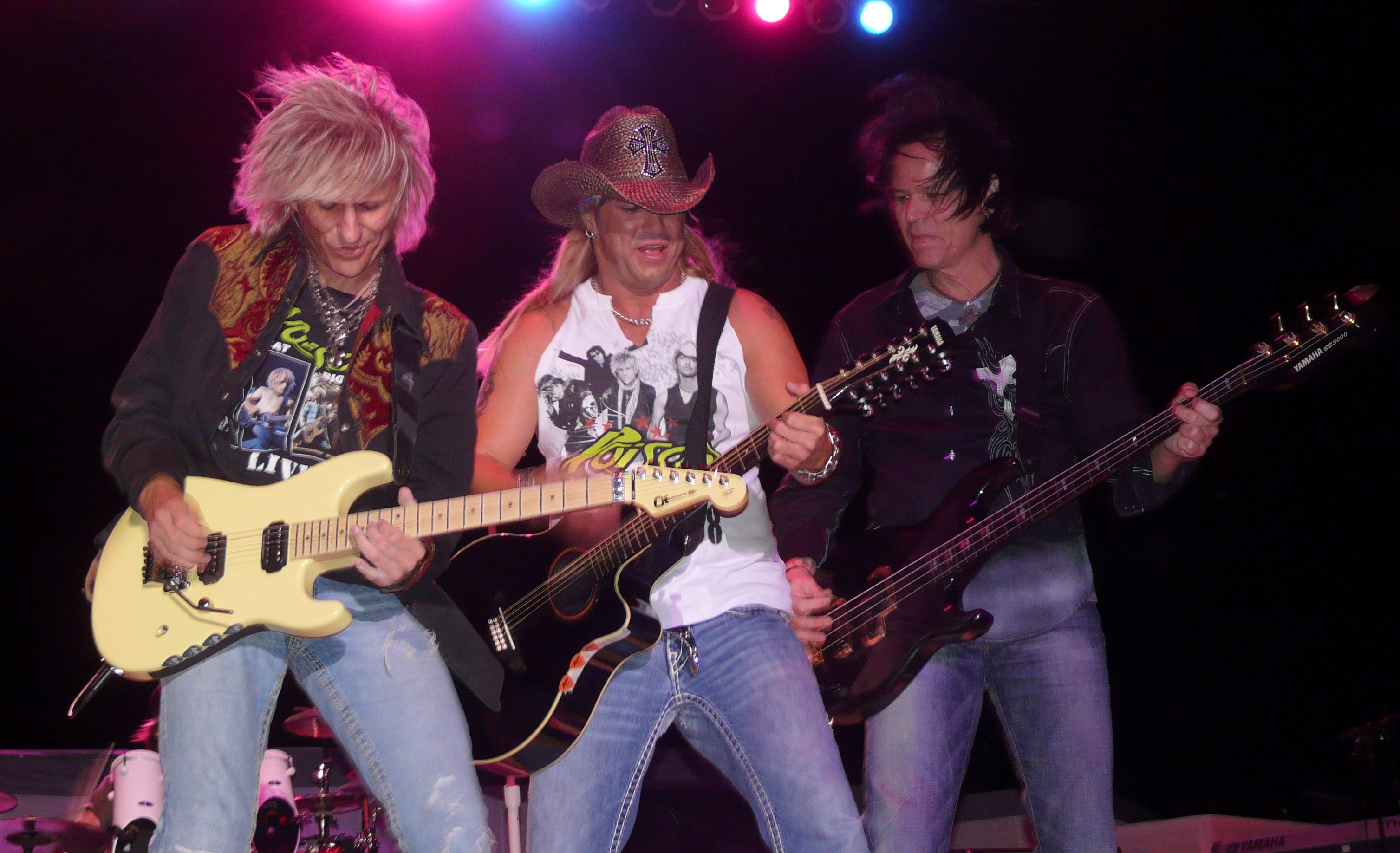
2008 год

Группа Poison была образована в США в 1982 году в американском городе Гаррисберг. Поначалу группа имела название «Paris». Первый состав включал четырёх музыкантов из Пенсильвании — Брета Майклса (Брет Сычак, р. 15 марта 1962; вокал), Бобби Долла (Гарри Кай Кендалл, р. 2 ноября 1958; бас), Мэтта Смита (гитара) и Рикки Рокетта (Алан Рим, р. 8 августа 1959; ударные). Вскоре гитарист Смит ушел из группы, а его место занял Си Си ДеВилль (Брюс Энтони Йоханнессон, р. 14 мая 1963). Группа переехала в Лос-Анджелес и сменила название на Poison, при этом заключила контракт с Enigma Records.
В 1986 году выходит первый альбом Look What the Cat Dragged In, продажа которого превысила более 2 млн дисков. Три сингла («Talk Dirty to Me», «I Want Action», «I Won’t Forget You») попали в горячую десятку.
В 1988 году группа выпускает второй альбом Open Up and Say …Ahh!. Благодаря таким хитам как «Every Rose Has Its Thorn» (номер 1 в «Billboard»), «Nothin' But A Good Time», «Fallen Angel», «Your Mama Don’t Dance» (все — Топ 10) Open Up and Say …Ahh! уже через две недели получил платиновый статус, а в дальнейшем его продажи составили порядка 8 миллионов экземпляров. После очень успешного тура с Дэвидом Ли Ротом команда вернулась в студию и занялась подготовкой третьего альбома.
В 1990 году группа выпустила третий альбом Flesh & Blood. Пластинка добралась до второй строчки «Billboard», а Poison тем временем с триумфом выступили на донингтонском фестивале «Monsters of Rock».
По окончании тура в 1991 году вышел двойной концертник Swallow This Live!, на который попали также четыре новых студийных трека.
Между тем, внутри коллектива всё складывалось не очень гладко. В итоге Си Си выгнали за алкогольно-кокаиновые пристрастия, а на его место пришел Ричи Коцен. С этим гитаристом в 1993 году был записан альбом Native Tongue. Работа, сопровождавшаяся хит-синглом «Stand», вызвала шквал положительных рецензий.
В 1994 году коллектив начал записывать альбом Crack a Smile, однако запись альбома была прервана из-за того, что Брет Майклс угодил в аварию. Впоследствии Брет выздоровел, и группа продолжила работу.
В 1996 Poison выпустил сборник Greatest Hits: 1986—1996. После этого в деятельности группы наступило затишье, и музыканты занялись каждый своими делами. Лишь летом 1999 года группа воссоединилась с ДеВиллем и провела успешное турне
В 2000 году Capitol Records выпускает альбом Crack a Smile, добавив туда бонусные треки с сессий «MTV Unplugged» 1990 года. Вскоре после этого группа выпустила концертник Power to the People на своем собственном лейбле CMI.
В 2002 году выходит новый альбом Hollyweird, однако он был с неприязнью встречен как критиками, так и давними фанами группы.
В 2006-м команда провела довольно успешный тур «20 Years Of Rock», а также выпустила ещё одну компиляцию, The Best Of Poison: 20 Years Of Rock. С помощью этого диска коллектив впервые за долгие годы вернулся в Топ 20.
В 2007-м группа выпустила свой первый кавер-альбом, Poison’d, в который вошли номера от таких классиков рока как Sweet, Дэвид Боуи, Элис Купер, The Rolling Stones, Kiss и т. д.

## Состав

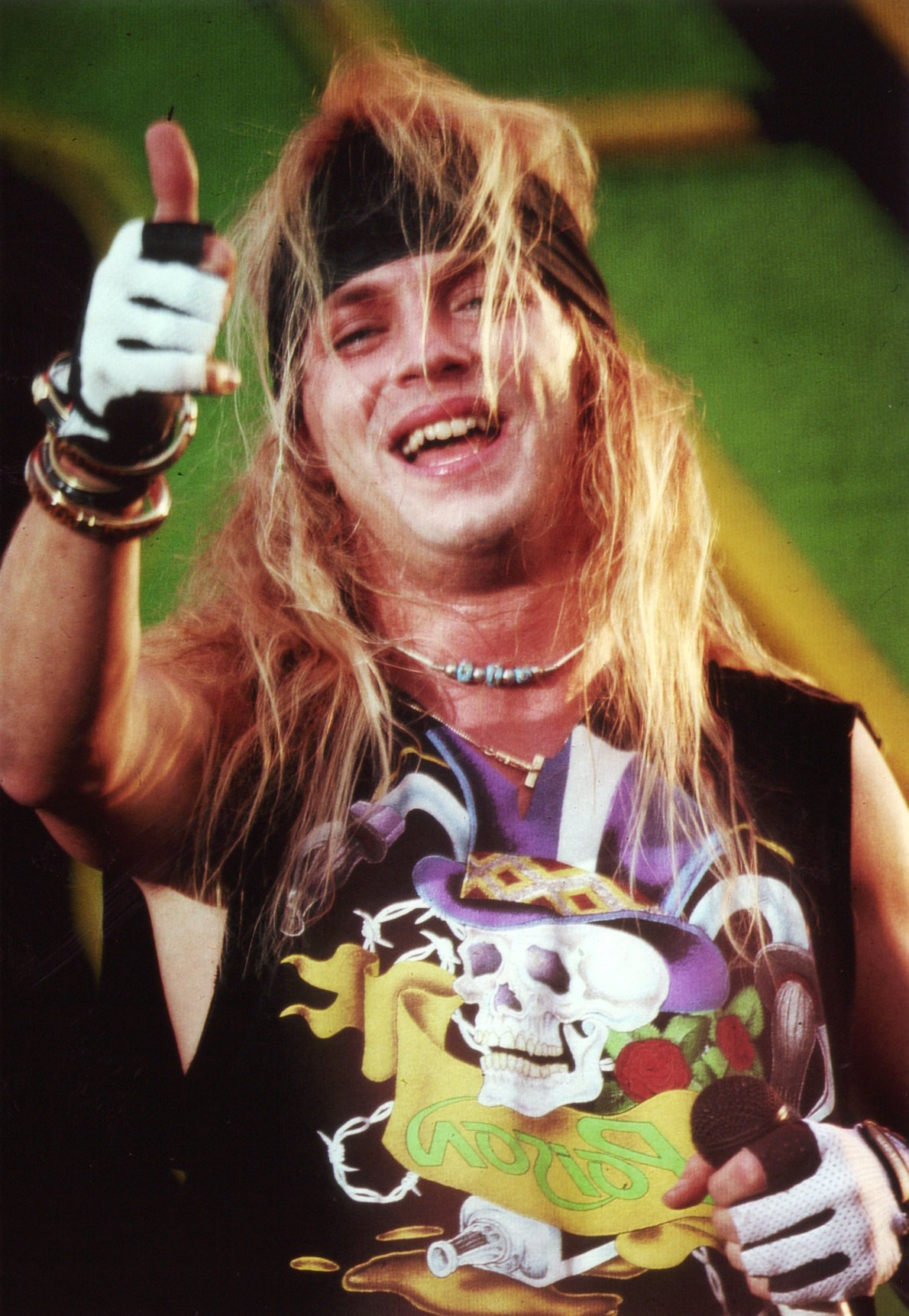
Bret Michaels
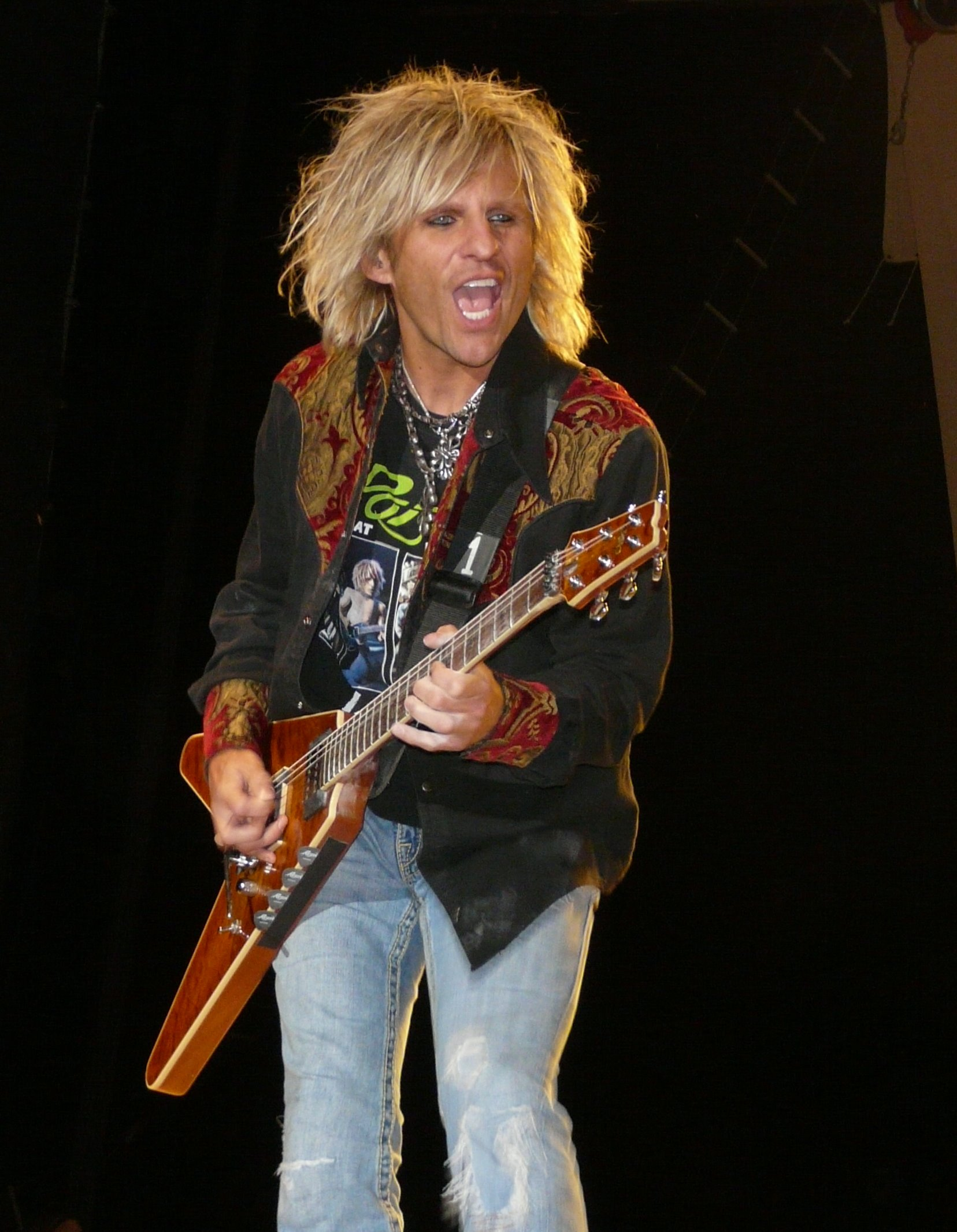
C.C. DeVille
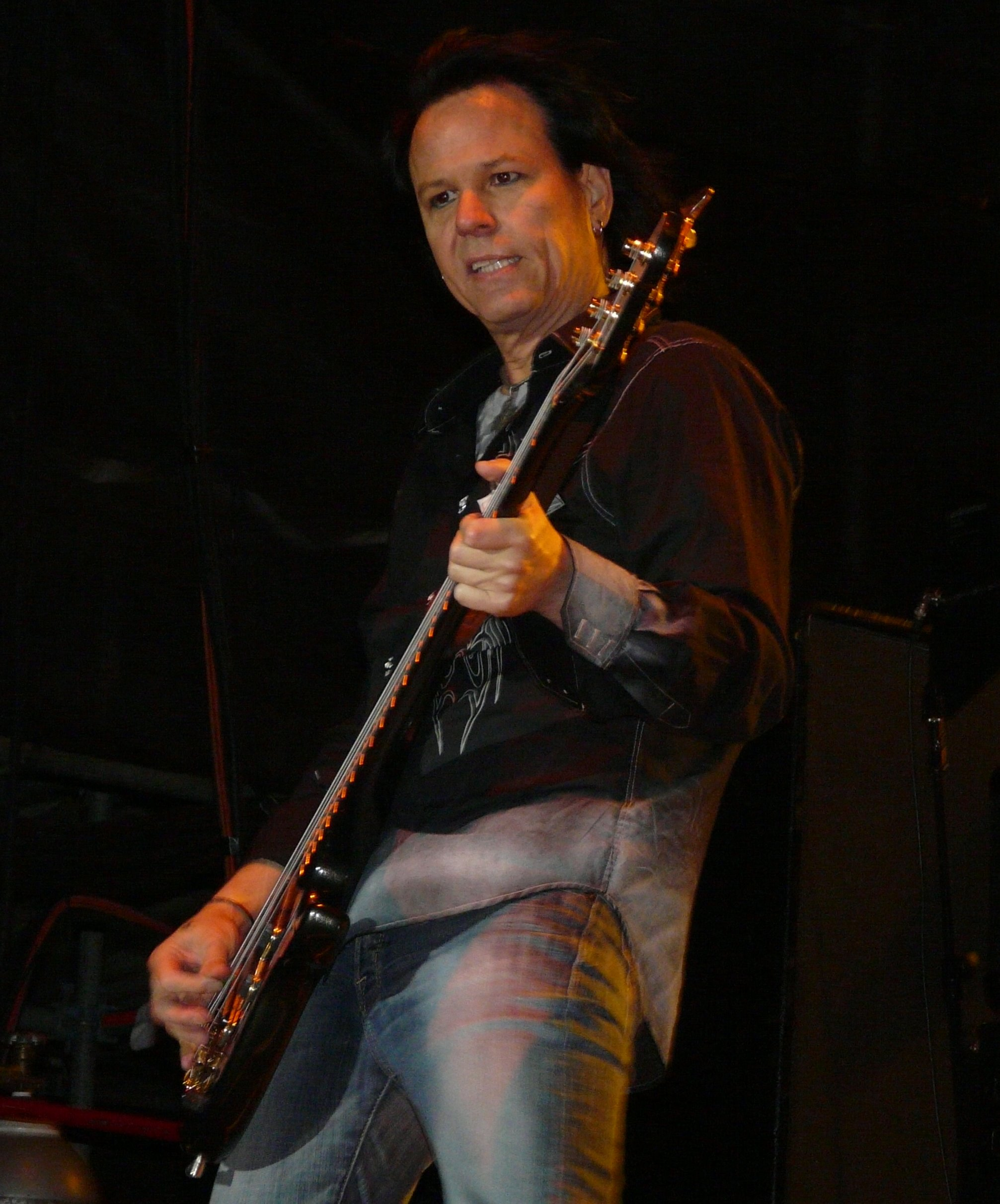
Bobby Dall
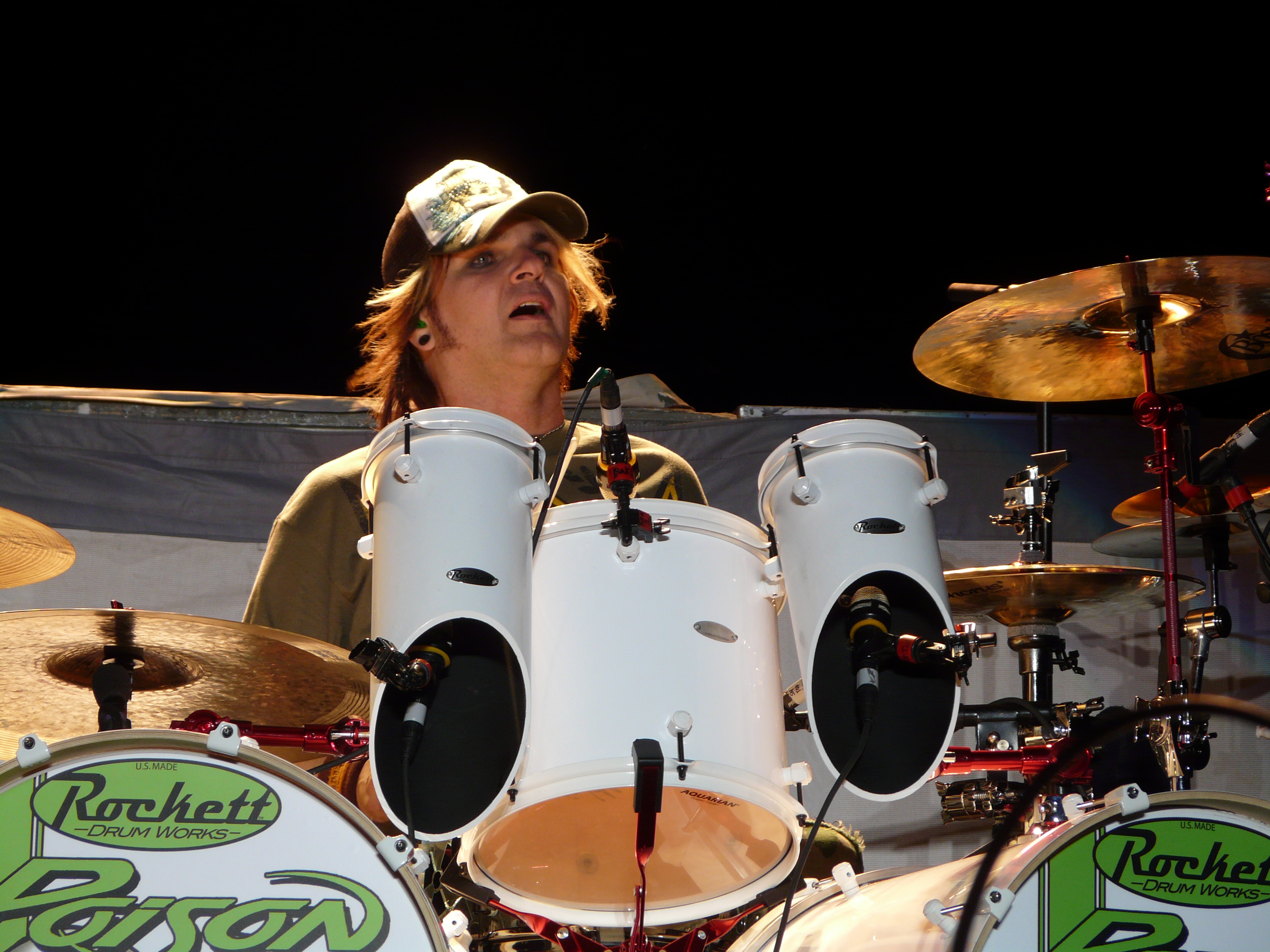
Rikki Rockett

- Брет Майклс — вокал, гитара, гармоника
- Рикки Рокетт — ударные, перкуссия
- Бобби Долл — бас, клавишные
- Cи. Си. ДеВилль — гитара

## Дискография
Студийные альбомы
- Look What the Cat Dragged In (1986)
- Open Up and Say... Ahh! (1988)
- Flesh & Blood (1990)
- Native Tongue (1993)
- Crack a Smile... and More! (2000)
- Power to the People (2000)
- Hollyweird (2002)
- Poison'd! (2007)

Концертные альбомы
- Swallow This Live (1991)
- Power to the People (2000)
- Live, Raw & Uncut (2008)

Сборники
- Poison’s Greatest Hits: 1986—1996 (1996)
- Best of Ballads & Blues (2003)
- The Best of Poison: 20 Years of Rock (2006)
- Poison — Box Set (Collector’s Edition) (2009)
- Double Dose: Ultimate Hits (2010)